# Rio Pardo (afluente do rio Paranapanema)
O rio Pardo tem sua nascente no município de Pardinho a 1.007 metros de altitude, na localização geográfica, latitude 23º06'06" Sul e longitude 48º21'48" Oeste, junto do "front" da Cuesta (Serra do Limoeiro). Nascente do rio Pardo no WikiMapia.
A foz do Rio Pardo está localizada no município de Salto Grande/SP, à sudeste da área urbana, nas coordenadas 22°54’42,2” sul e 49°57’57” oeste, onde despeja suas águas no Rio Paranapanema.
A Bacia Hidrográfica do Rio Pardo (BHRP) está situada no centro-sul do estado de São Paulo, uma região com importante produção agropecuária, industrial e comercial, que tem as nascentes, córregos, riachos, ribeirões e o Rio Pardo como fonte de água para o desenvolvimento destas atividades, bem como para o abastecimento das diversas cidades localizadas ao longo de suas margens. A água provida pelo Rio Pardo e seus afluentes é fundamental para centenas de milhares de pessoas residentes nas áreas dos municípios de Pardinho, Botucatu, Itatinga, Avaré, Pratânia, São Manuel, Lençóis Paulista, Borebi, Iaras, Cerqueira Cesar, Manduri, Óleo, Águas de Santa Bárbara, Bernardino de Campos, Ipaussu, Santa Cruz do Rio Pardo, Chavantes, Canitar, Ourinhos e Salto Grande. Suas águas ou de seus afluentes banham as áreas urbanas de todos estes municípios, com exceção de São Manuel, Lençóis Paulista e Borebi.
Considerando-se seu leito principal, o Rio Pardo percorre 264 km desde sua primeira nascente até a foz. A área da BHRP está situada na porção norte da Bacia Hidrográfica do Rio Paranapanema e à Leste na Região Hidrográfica do Paraná, entre os paralelos 22°15’e 23°15’ de Latitude Sul e os meridianos 48º 15’ e 50º 00’ de Longitude Oeste.
A bacia hidrográfica do rio Pardo ocupa uma área de 4.803,12 km2, descontando-se a bacia do rio Turvo, que deságua no rio Pardo no seu trecho final, próximo à área urbana do município de Ourinhos. A bacia do rio Pardo tem 3.281 nascentes, que formam 437 córregos, riachos, ribeirões e rios tributários 
Aproximadamente 721 km2 da bacia do Rio Pardo estão no município de Botucatu, onde percorre uma extensão de 67 km dentro do município.
O rio Pardo possui diversos represamentos artificiais ao longo de seu leito e de seus principais tributários, como a Represa da Cascata Véu de Noiva e do Mandacaru, onde está localizado o abastecimento da cidade de Botucatu. Além destas, tem a PCH (Pequena Central Hidrelétrica) Rio Novo, no município de Avaré e a PCH Ponte Branca em Águas de Santa Bárbara. Entre grandes e pequenos represamentos, a bacia do rio Pardo tem 992 represas, a grande maioria com menos de 10 hectares.
O rio Pardo e afluentes são intensamente utilizados para irrigações, por apresentar solos agrícolas de qualidade por toda sua bacia hidrográfica. 
A água do rio Pardo e de seus afluentes é captada por concessionárias e após tratamento, é distribuída aos consumidores das áreas urbanas de Pardinho, Botucatu, Itatinga, Avaré, Santa Cruz do Rio Pardo e Ourinhos. 
A precipitação pluviométrica média na bacia do rio Pardo é de 1.450mm ao ano, aproximadamente.
As temperaturas médias anuais no território da bacia variam entre 18 graus na porção leste, mais alta da bacia, a 22 graus Celsius na porção oeste, mais baixa da bacia.
As maiores altitudes da BHRP são superiores a 850 metros, com relação ao nível médio dos mares, alcançando até pouco mais de 1000 metros no divisor de águas no município de Pardinho.
A maior parte das terras da bacia (mais de 70%) se encontram nas declividades entre 3 e 12%, o que explica a alta taxa de ocupação agrícola de sua área, e também o grande desmatamento ocorrido na BHRP ao longo de sua história.
Na bacia hidrográfica do rio Pardo existem vários tipos de solos, com a maioria deles bem desenvolvidos, predominantemente os Latossolos e Argissolos. 
As características geológicas da área determinam a ocorrência dos aquíferos Bauru, Serra Geral e, confinado, o Aquífero Guarani.
A bacia do Rio Pardo tem formato alongado, com desníveis médios ao longo do seu leito principal ao redor de 3 metros por quilômetro. Seu leito é bem definido na maior parte de seu percurso. Estas características indicam que o mesmo é um rio que tem baixo potencial para inundações. Também definem seu potencial para o incentivo ao turismo, uma vez que o mesmo apresenta cachoeiras com dimensões razoáveis em muitos pontos e inúmeras corredeiras ao longo de seu leito e de seus afluentes. Estas características indicam que se as matas ciliares das APP dos corpos d´água da bacia forem mantidas e se a BHRP for gerida racionalmente, suas águas tendem a manter boa qualidade para consumo. A bacia possui vegetação de transição entre dois grandes biomas brasileiros, o Cerrado e a Mata Atlântica, distribuindo-se como Floresta Estacional Semidecidual, que se distribui ao longo das cabeceiras dos principais tributários, na região de Pardinho, Botucatu e Itatinga, e ainda nos municípios do baixo Pardo, como Ourinhos, Canitar e Santa Cruz do Rio Pardo. Na região central da bacia, nos municípios de Águas de Santa Bárbara, Iaras e Avaré predomina a Savana (Cerrado) e o contato desta com a Floresta Estacional. 

A bacia hidrográfica do rio Pardo apresenta-se coberta predominantemente por pastagens na região das nascentes dos seus principais afluentes. No médio e no baixo curso predominam as culturas agrícolas. Em toda área da bacia ocorrem, no entanto, rápidas transformações no uso da terra, substituindo-se as pastagens pela cana de açúcar ou por plantações de eucaliptos e laranjas, de acordo com o retorno econômico proporcionado por cada cultura. 

## Afluentes
- Rio Claro, que tem sua nascente no município de Botucatu, e foz no município de de Iaras, na margem direita do rio Pardo. Seu comprimento é de 72 km.
- Rio Novo, que tem sua nascente no município de Itatinga e foz no município de Águas de Santa Bárbara, na margem esquerda do rio Pardo. Seu comprimento é de 77 km.
- Rio Turvo, que tem sua nascente no município de Agudos e foz no município de Ourinhos, na margem direita do rio Pardo. Sua extensão é de 130 km.

## Galeria de fotos

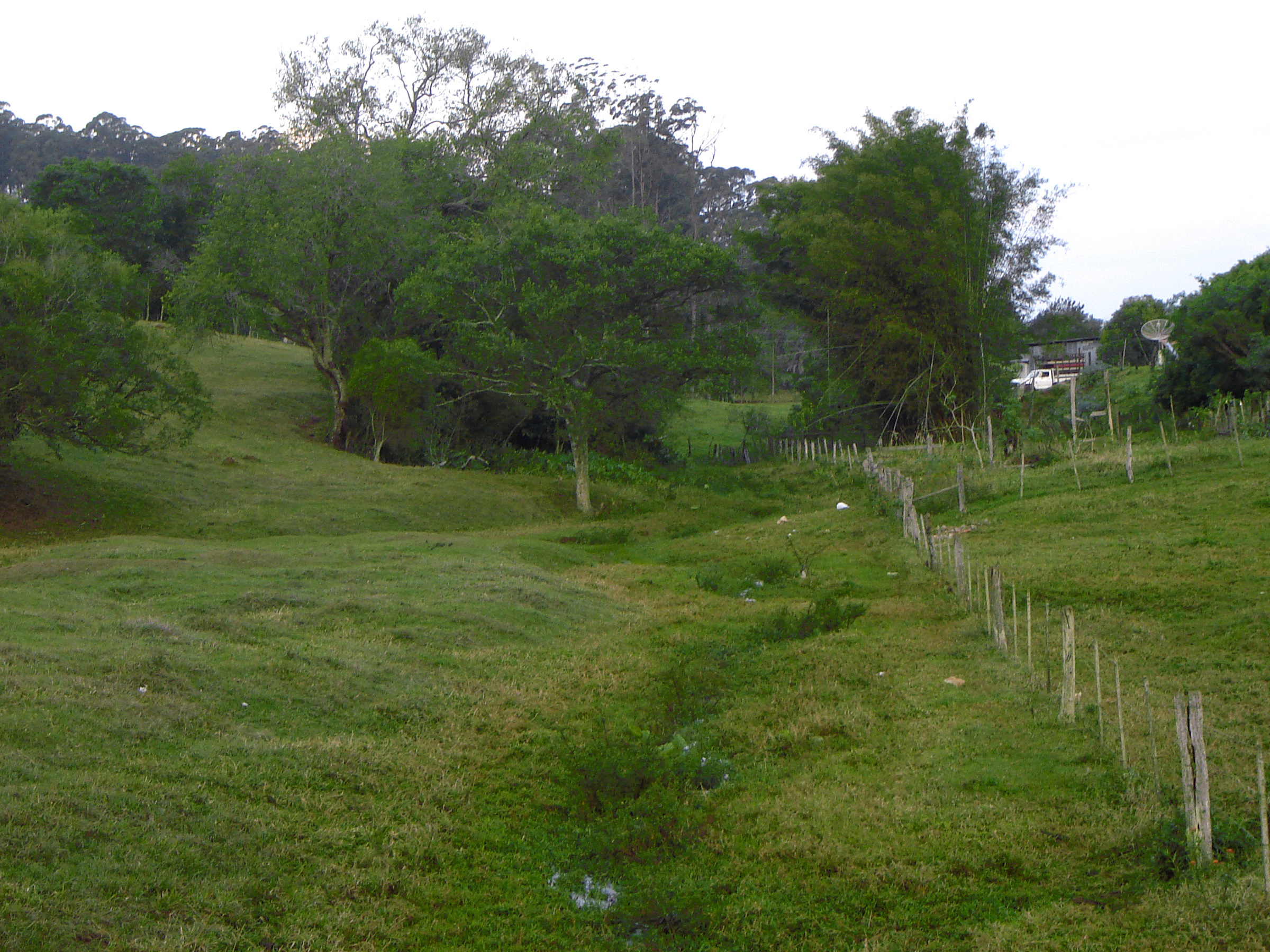
Nascente em Pardinho
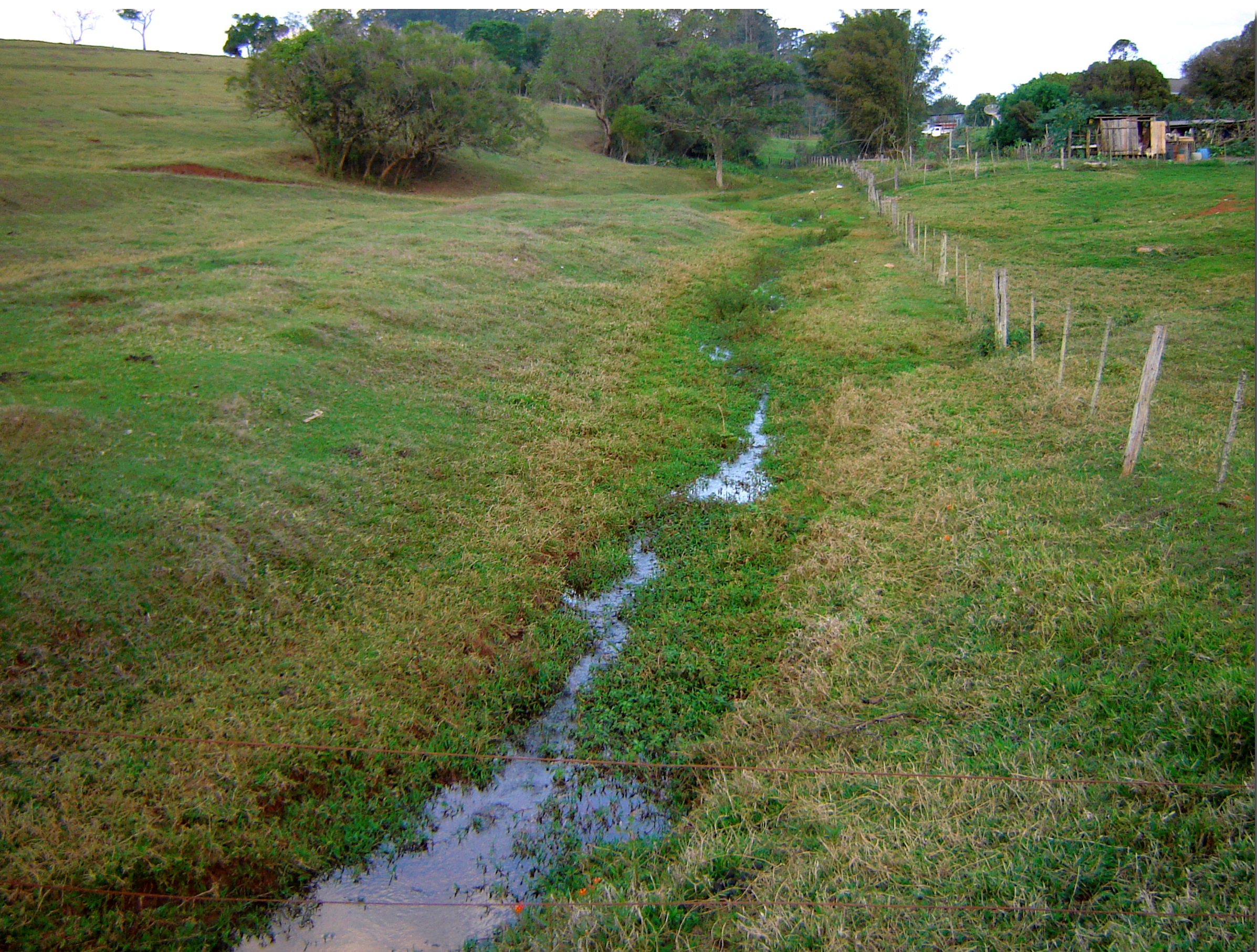
Outra foto da nascente